# Universidad del Bío-Bío (Chile)

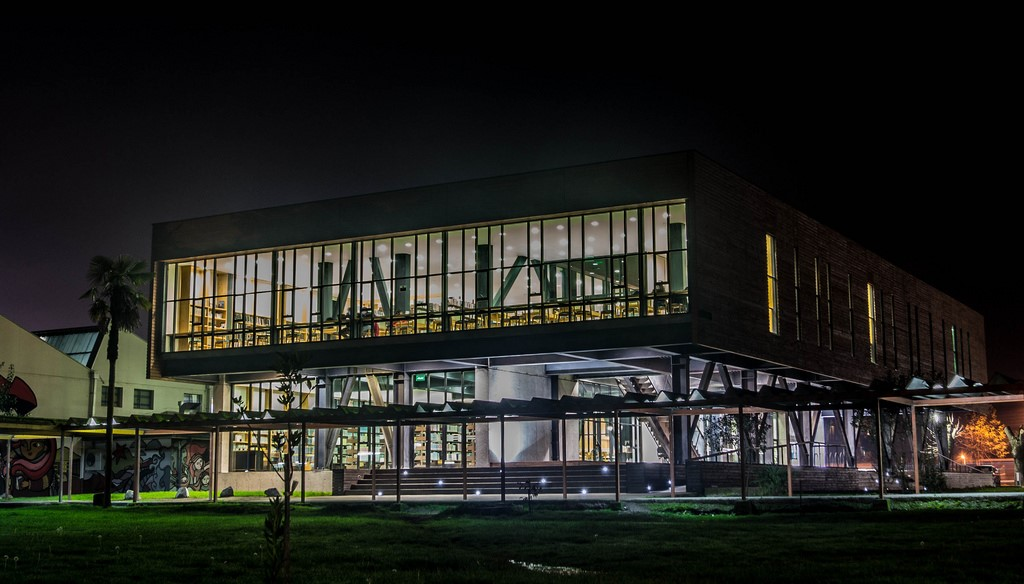
Knihovna Univerzity Bío-Bío (2018)

Universidad del Bío-Bío je univerzita v Concepciónu v Chile. Navštěvuje ji téměř 9 000 studentů.

## Dějiny
Univerzita byla založena v 1947 sloučením několika vysokých škol. 

## Rektoři
- Héctor Gaete Feres

## Fakulty
- Fakulta architektury, navrhování a stavebnictví
- Přírodovědecká fakulta
- Technická fakulta
- Fakulta sociálních a humanitních studií